# Groblje pri Prekopi
Groblje pri Prekopi este o localitate din comuna Šentjernej, Slovenia, cu o populație de 199 de locuitori.